# John Hedley
John Cuthbert Hedley (Morpeth, 15 aprile 1837 – Cardiff, 11 novembre 1915) è stato un vescovo cattolico britannico appartenente all'Ordine di San Benedetto.

## Biografia
John Cuthbert Hedley nacque il 15 aprie 1837 dal dottor Edward Astley Hedley e Mary Ann (nata Davison) Hedley. Dopo aver frequentato le scuole elementari di Mr Gibson e l'Ampleforth College, nel 1855 professò i voti con l'Ordine di San Benedetto e il 9 ottobre 1862 fu ordinato sacerdote benedettino.
Il 22 luglio 1873 fu nominato vescovo ausiliare di Newport e Menevia e vescovo titolare di Cesaropoli. La consacrazione episcopale ebbe luogo il 29 settembre dello stesso anno, alla presenza dell'arcivescovo di Westminster Henry Edward Manning in qualità di consacrante principale, e dei vescovi Thomas Joseph Brown OSB e James Chadwick come co-consacranti.
Intorno al 1870, Hedley iniziò a scrivere per il Dublin Review, dopo aver insegnato per undici anni filosofia e teologia presso l'Abbazia benedettina di Belmont, nell'Herefordshire. Nella veste di redattore, Headley cercò di predisporre un luogo di dialogo a disposizione delle menti più importanti che potevano così "infondere lo spirito del cattolicesimo nella letteratura, nella storia, nella politica e nell'arte".
Il 18 febbraio 1881 Hedley fu nominato vescovo di Newport e Menevia. Nel 1895 il suo titolo episcopale fu cambiato in quello di vescovo di Newport. Servitore del popolo di Dio, si occupò particolarmente dell'educazione cattolica.
Morì in carica l'11 novembre 1915, all'età di 78 anni. Dopo la sua morte, la sede di Newport fu elevata ad arcidiocesi e, nel 1916, cambiò il suo nome in arcidiocesi di Cardiff.
In suo onore gli fu intitolata la Bishop Hedley Catholic High School di Merthyr Tydfil.

## Opere
- The Christian Inheritance: Set Forth in Sermons
- Lex Levitarum: Or, Preparation for the cure of souls
- Lex Levitarum with the Regula Pastoralis
- The Light of Life: Set Forth in Sermons
- Our Divine Saviour and other Discourses
- A Retreat 33 Discourses with meditation for the Use of the Clergy, Religious, and Others

## Genealogia episcopale e successione apostolica
La genealogia episcopale è:
- Cardinale Scipione Rebiba
- Cardinale Giulio Antonio Santori
- Cardinale Girolamo Bernerio, O.P.
- Arcivescovo Galeazzo Sanvitale
- Cardinale Ludovico Ludovisi
- Cardinale Luigi Caetani
- Cardinale Ulderico Carpegna
- Cardinale Paluzzo Paluzzi Altieri degli Albertoni
- Cardinale Gaspare Carpegna
- Cardinale Fabrizio Paolucci
- Cardinale Francesco Barberini
- Cardinale Annibale Albani
- Cardinale Federico Marcello Lante Montefeltro della Rovere
- Vescovo Charles Walmesley, O.S.B.
- Vescovo William Gibson
- Vescovo John Douglass
- Vescovo William Poynter
- Vescovo Thomas Penswick
- Vescovo John Briggs
- Arcivescovo William Bernard Ullathorne, O.S.B.
- Cardinale Henry Edward Manning
- Vescovo John Cuthbert Hedley, O.S.B.

La successione apostolica è:
- Arcivescovo James Romanus Bilsborrow, O.S.B. (1911)